# Nothobranchius willerti
Nothobranchius willerti é uma espécie de peixe da família Aplocheilidae.
É endémica do Quénia. 